# Sarezer
Sarezer ist im Alten Testament der Name eines Sohnes Sanheribs.

## Etymologie
Der Name Sarezer (hebräisch שַׂרְאֶצֶר sar’ezer, altgriechisch σαρασαρ sarasar) entstand durch Verkürzung eines akkadischen Eigennamens (schar-uzur). Dieser bedeutet „Schütze den König“ Verwandt sind die Namen Belsazar (Bel-schar-uzur „Bel schütze den König“) und Nergal-Sarezer (Nergal-schar-uzur „Nergal schütze den König“).

## Biographie
Sarezer war nach 2 Kön 19,37  ein Sohn Sanheribs. Zusammen mit seinem Bruder Adrammelech ermordete er im Jahr 681 v. Chr. seinen Vater im Nisroch-Tempel in Ninive. Darauf mussten beide in das Land Ararat fliehen, ihr Bruder Asarhaddon wurde König.

## Sarezer, der Bote
Sarezer ist auch der Name eines in Sach 7,2  genannten Boten, der im vierten Jahr des Königs Darius I. aus Bet-El entsandt wird, um den JHWH zu besänftigen.